# Селіцький Борис Сергійович
Селіцький Борис Сергійович (нар. 22 вересня 1938, Санкт-Петербург, Російська РФСР) — радянський важкоатлет, олімпійський чемпіон 1968 року, чемпіон світу та Європи.

## Спортивні досягнення
На змаганнях з важкої атлетики представляв ДСО «Локомотив». Тренер — О. Єлізаров.
- Чемпіон СРСР 1967 року.
- Чемпіон Літніх Олімпійських ігор 1968 року з важкої атлетики у середній вазі.
- Чемпіон Європи 1968 року.
- Срібний призер чемпіонату Європи 1969 року.
- Бронзовий призер чемпіонату світу з важкої атлетики 1969 року.

## Нагороди
- Орден «Знак Пошани».